# Jan Ježek
Jan Ježek (* 12. října 1957 Sokolov) je český operní pěvec a operetní a muzikálový herec a zpěvák.

## Životopis
Narodil se do hudební rodiny. Jeho otec byl hodně muzikální, jeho babička zpívala v kostelech na kůru a druhá babička byla zakládající členkou ochotnických spolků na Zakarpatské Ukrajině, kam se jako Češka dostala za první republiky. Kromě hraní závodně volejbalu hrál jako malý na klavír. Jeho první pěvecká soutěž byl Sokolovský talent, kde ho ve dvanácti letech přihlásil učitel hudební výchovy ze základní školy. Ke studiu zpěvu ho přivedla až profesorka a sólistka plzeňské opery Stella Vedamová–Jarolímová, kterou poznal na krajském kole pěvecké soutěže v Sušici. I na její doporučení se přihlásil na konzervatoř až v osmnácti, kdy přestal mutovat. Na Státní konzervatoři v Praze se dostal jak na hudebně dramatické oddělení, tak na pěvecké, ale nakonec se rozhodl pro hudebně dramatické oddělení. Ještě jako student se 28. srpna 1978 stal sólistou operety a muzikálu v Divadle J. K. Tyla v Plzni, kde zůstal i po maturitě. 
Po devítiletém angažmá a 42 premiér přijal nabídku pražského Hudebního divadla Karlín. V roce 1991 se úspěšně zúčastnil konkurzu do opery Národního divadla a po rozdělení souborů se stal sólistou Státní opery Praha. V roce 1992 ztvárnit hlavní postavu Jeana Valjeana v muzikálu Bídníci v české premiéře na jevišti Divadla na Vinohradech, kterou si ještě zahrál v roce 2003 a 2007 v Praze a následně poté i v Brně. V roce 1994 odešel na tzv. volnou nohu a ve Státní opeře nadále hostoval. V roce 1995 reprezentoval Českou republiku na slavnostním koncertě k 10. výročí uvedení světové premiéry muzikálu Bídníci v londýnské Royal Albert Hall jako jeden ze sedmnácti Jeanů Valjeanů z celého světa. V letech 1997 až 2000 byl uměleckým šéfem souboru Operety a muzikálu plzeňského Divadla J. K. Tyla. V roce 2000 založil agenturu JAN Production s.r.o. a obnovil po 40 letech provoz přírodního amfiteátru v Lokti, kde jako producent a ředitel Loketského kulturního léta byly každoročně hrány světové i české opery. V roce 2007 získal za provoz tohoto festivalu cenu Jednoty hudebního divadla v Praze za „Nejlepší operní počin roku.“ Hostuje na zahraničních koncertních a operních scénách ve Francie|Francii, a to v Opéra National de Lyon, Německu, Rakousku, Nizozemsku, Itálii, Norsku, Japonsku a zúčastnil se i turné po USA. Kromě divadel v Praze, Brně a Plzni hostoval i ve Slezském divadle Opava.
V letech 1988 a 1989 získal cenu Literárního fondu za interpretaci role a stal se vítězem pěvecké soutěže Lehárovo Komárno. Za rok 1999 obdržel cenu Thálie v oboru opereta a muzikál za mimořádný výkon v roli Freda v muzikálu Kiss Me Kate v Divadle J. K. Tyla v Plzni.